# Émile Bréchot
Pour les articles homonymes, voir Bréchot.
Émile Bréchot, né le 5 décembre 1887 à Caudebec-en-Caux où il est mort en octobre 1971, est un peintre de l’École de Rouen et un sculpteur français élève d’Antonin Mercié.
Il est conservateur du musée Alaoui de Tunis de 1928 à 1948, puis président de l’Association des amis du Vieux Caudebec.

## Biographie
Émile Bréchot est le cinquième enfant d’Adèle Carton et de Paul Bréchot, ancien médecin de marine installé à Caudebec-en-Caux en 1878.
Enfant de santé fragile, il reçoit au foyer familial un enseignement défini par son père et dispensé par sa sœur aînée Laure.
Très tôt, il manifeste une attirance pour le dessin, crée ses propres jouets et construits des modèles réduits de navires en papier ou avec des fragments de bois récupérés. Initié au dessin et à la peinture par sa sœur Pauline, élève de Zacharie aux Beaux-Arts de Rouen, il réalisera vers l’âge de quinze ans des huiles sur bois de petit format, paysages dont la composition et l’harmonie révèlent une grande sensibilité et la naissance d’un talent. Musardant volontiers au bord de la Seine sur le quai de Caudebec, il restera toute sa vie fasciné par la navigation.
Après l'École régionale des Beaux-arts de Rouen en Peinture, en 1906, on le trouve inscrit aux Beaux-Arts de Paris en Sculpture dans l’atelier d'Antonin Mercié, prix de Rome et élève de Falguière. En 1910, un ami, le peintre de l'École de Barbizon Albert Dubuisson, élève de Corot, l’introduit dans l’atelier de Rodin à l’Hôtel Biron, où il fait un stage enrichissant pour son art mais peu lucratif. Mais à la statuaire, il préfère se consacrer à l’art de la médaille. Au cours de sa vie, il recevra plusieurs récompenses décernées par le jury du Salon. Toutefois, la peinture restera pour lui le moyen de transmettre le bonheur des lumières et des brumes de sa Normandie maritime natale où il fera, à Caudebec, de fréquents séjours au cours de sa vie.
En juillet 1913, il épouse Marthe Fonfraid, étudiante en anglais dont il aura un fils, Paul-Émile, deux mois avant la déclaration de guerre. Il occupe pendant cette guerre une fonction administrative à la mairie du 5e arrondissement. Son activité artistique est alors très réduite et peu rémunératrice.	
La guerre terminée, son épouse trouve un poste de lectrice à Burley, dans la New Forest, dans le Sud de l’Angleterre. Il l’y rejoint et travaille dans un atelier de faïences où il met au point la formule d’une « couverte » bleue. Affectionnant la nature luxuriante et sauvage de la New Forest et les gammes infiniment nuancées et fondues des couleurs dont se pare cette campagne au printemps, il peint de nombreux petits tableaux aux ciels dominants. Les paysages brumeux du Solent lui inspirent plusieurs marines.
Mais vers 1921, le couple se sépare. Émile Bréchot rentre à Paris. Sa candidature est agréée par le Service de Restauration des Antiquités du musée du Louvre. Il y acquiert une bonne expérience et parfait sa culture dans les domaines de l’Histoire et de l’Archéologie. Après trois ans, il est détaché au musée de Saint-Germain-en-Laye que dirige Salomon Reinach, son conservateur. En 1922, il obtient une mention honorable au Salon des artistes français.
Nommé à Tunis au musée Alaoui pour succéder à Bertrand Pradère, son fondateur, il y exerce la fonction de conservateur de 1928 à 1948. Il consacre ses loisirs à la peinture et à la réalisation de médailles pour des personnalités locales (Pradère, Auguste Poinsot, Charles Nicolle, Étienne Burnet, etc.). Loin des brumes normandes et anglaises, la lumière méditerranéenne lui inspire quelques-unes de ses plus belles toiles. Sociétaire du Salon tunisien, il y expose régulièrement jusqu'en 1948 avec ses amis Jules Lellouche, Moses Levy, Picard[Qui ?], Alexandre Roubtzoff, etc. Désintéressé puisque salarié, il fait rarement commerce de ses œuvres et les offre plutôt à ses amis. Il expose à Tunis, en Normandie et à Paris, notamment à la Galerie Vendôme et à la Galerie Katia Granoff. 
À l’heure de la retraite, en 1948, il rejoint sa ville natale de Caudebec, terriblement meurtrie par la Seconde Guerre mondiale. Il recueille des vestiges archéologiques dans la cité éventrée, lutte contre l’administration non moins destructrice pour essayer de préserver des restes d’édifices historiques susceptibles d’être restaurés. Il refuse de peindre Caudebec défiguré, mais reste attiré par les lumières de la Seine. 
Chaque année, il fait un voyage en Méditerranée vers la Tunisie qui lui manque. Il réorganise les collections du musée Biochet dans la Maison dite des Templiers (XIIIe siècle) après sa restauration par les Monuments historiques, à partir d’éléments sauvés de la destruction et des objets donnés par les Caudebecquais. 
Il en restera le conservateur bénévole jusqu'à son décès à la suite de la maladie de Parkinson en 1971. L’année suivante, son fils, vivant en Angleterre, demandera le dépôt des toiles de son père au musée de la Maison des Templiers, géré par l’Association des Amis du Vieux Caudebec où elles se trouvent actuellement.